# Paralimna rhodesiensis
Paralimna rhodesiensis är en tvåvingeart som beskrevs av Timothy M. Cogan 1968. Paralimna rhodesiensis ingår i släktet Paralimna och familjen vattenflugor.
Artens utbredningsområde är Zimbabwe. Inga underarter finns listade i Catalogue of Life.